# The Man from G.R.A.M.P.A.
«The Man from G.R.A.M.P.A.» (titulado «El Hombre De G.R.A.M.P.A» en Hispanoamérica y «El Agente De A.B.U.E.L.O.» en España) es el vigésimo primer y penúltimo episodio de la trigésimasegunda temporada de la serie de televisión de animación estadounidense Los Simpson, y el 705º episodio en total. Se emitió en los Estados Unidos en Fox el 16 de mayo de 2021. El episodio fue dirigido por Mike Frank Polcino y escrito por Carolyn Omine.
En este episodio, Homer se encuentra con un agente secreto británico que busca a un espía ruso, y sospechan que puede ser el abuelo. Stephen Fry actuó como invitado en el papel de Terrance, el padre de Terrance, y Hazel. El episodio recibió críticas mixtas.

## Trama
En 1970, el jefe de la Agencia de Inteligencia Británica, Terrance, es enviado a América en busca de un espía ruso llamado «el Zorro Gris». Pasan 50 años, y Terrance encuentra por fin una pista de dónde está el Zorro Gris, que se encuentra en la residencia de ancianos de Springfield. Tras hacerse pasar por el nuevo residente de la residencia, se encuentra con Homer y sus amigos en el bar de Moe y establece lazos con ellos hablándoles de su vida pasada, y de cómo su padre era un tonto zoquete que metía la pata en todas las misiones en las que participaba, convirtiendo su reputación en un hazmerreír.
Más tarde, Terrance empieza a sospechar que el padre de Homer, Abe, puede ser el Zorro Gris e interroga a Homer. Homer se da cuenta de que Abe puede ser el Zorro Gris después de que Terrance le revele que Homer de alguna manera mantiene su trabajo a pesar de que lo estropea todo el tiempo, y que Abe odia América.
Los dos espían entonces a Abe y le ven coger un paquete de dos hombres de aspecto ruso. Terrance le pide a Homer que engañe a Abe para que entre en la compañía de Terrance. Sin embargo, Homer no puede traer a Abe, así que Terrance (que se ha vuelto loco) secuestra a Homer y a Abe a punta de pistola y planea ejecutarlos en el desierto. Mientras tanto, Marge, Bart y Lisa van a la residencia de ancianos en busca de Abe y Homer. Se encuentran con la hija de Terrance, que les dice que Terrance los ha secuestrado. La familia se dirige al desierto con el jefe Wiggum y arrestan a Terrance.
Abe siente pena por Terrance y su fracaso en conseguir algo en toda su vida, y se hace pasar por el Zorro Gris, haciendo que Terrance se sienta orgulloso. Más tarde, Homer y Lisa oyen una voz rusa en la habitación de Maggie y creen que puede estar en comunicación con los rusos, pero se enteran de que la voz proviene de su juguete de fabricación rusa.

## Producción
El productor ejecutivo Al Jean declaró que, en los primeros borradores, el Zorro Gris iba a ser Jasper. Stephen Fry fue elegido para cuatro papeles: Terrence, su hija Hazel y el jefe del MI-5. Al Jean declaró que Fry podría haber tenido el mayor número de líneas de la historia para una estrella invitada.